# Église Saint-Étienne de Laval-Morency
Pour les articles homonymes, voir Église Saint-Étienne et Saint-Étienne (homonymie).
L'église Saint-Étienne est une église située à Laval-Morency, en France.

## Description
L'édifice de style gothique est de plan cruciforme. La nef n'a pas de bas-côté et est voûté sur croisée d'ogives. Le chœur et le chevet, plat, sont plafonnés. Des traces de fortifications subsistent. Des combles ont été aménagés comme refuge. Un escalier à vis dans une tour accolée au bras sud du transept permettent d'y accéder. Des canonnières percent les murs de cette tour. Des bretèches étaient en place également
A l’intérieur, la chaire à prêcher est d’inspiration gothique, ornée de panneaux représentants trois scènes de la vie du Christ, la fuite en Égypte, Jésus et les Docteurs, et Saint-Jean-Baptiste.

## Localisation
L'église est située sur la commune de Laval-Morency, dans le département français des Ardennes.

## Historique
La construction date du XVIIe siècle à la suite d'un incendie en 1622 de la précédente église.
L'édifice est inscrit au titre des monuments historiques en 1926.